# Herés

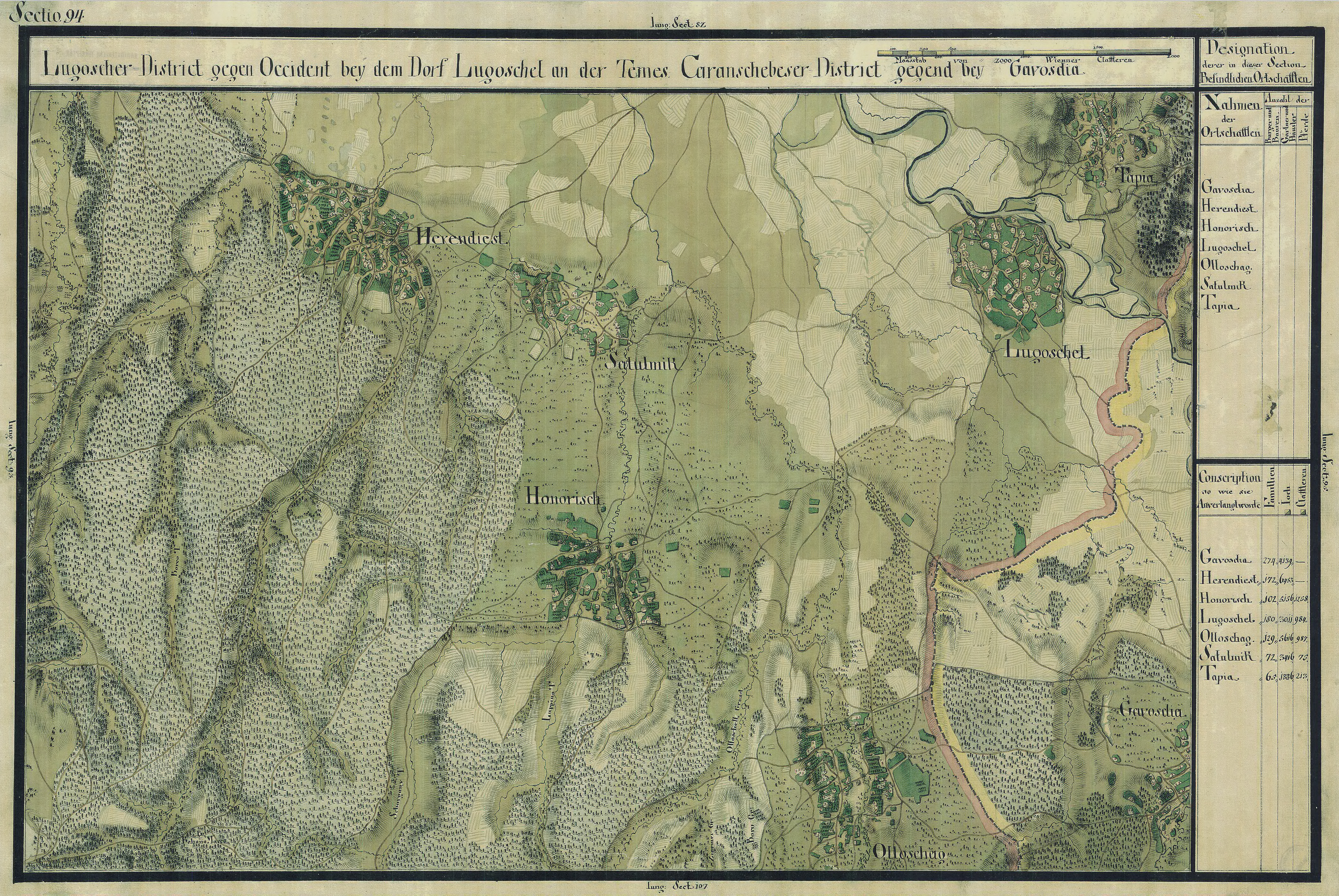
Herés egy régi térképen

Herés románul: Herendești, falu Romániában, a Bánságban, Temes megyében.

## Fekvése
Lugostól délnyugatra fekvő település.

## Története
Herés nevét 1650-ben említette először oklevél Herendest néven. 1753-ban Herindiest, 1794-ben pr. Herés, 1808-ban Herendiest, Herendiesti, 1851-ben és 1888-ban Herendjest, 1913-ban Herés néven volt említve.
1851-ben Fényes Elek írta a településről: „Herendjest, oláh falu, Krassó vármegyében, utolsó posta Lugoshoz 1/2 órányira: 6 katholikus, 889 óhitű lakossal, s anyatemplommal. Bírja Piacsek.”
A trianoni békeszerződés előtt Krassó-Szörény vármegye Lugosi járásához tartozott.